# مردانی
مردانی ممکن است به یکی از این افراد اشاره نماید:
- نصرالله مردانی شاعر پارسی‌گوی اهل کازرون
- سجاد مردانی تکواندوکای ایرانی
- مهسا مردانی ورزشکار رشته پومسه
- محمد علی مردانی بازیکن فوتبال اهل ایران